# Het boegbeeld (roman)
Het boegbeeld is een roman uit 2002 van de Nederlandse schrijfster Mala Kishoendajal.
De schrijfster bracht in 2001 een affaire rond de GroenLinks-politica Tara Oedayrajsingh Varma aan het licht, die met fabuleuze verhalen kwam ter verhulling van malversaties en om te ontkomen aan lichtvaardig gedane toezeggingen over beloofde donaties voor liefdadigheidsprojecten vanuit een door haar ingebeeld familiekapitaal, die zij niet leek te kunnen nakomen.
Na het tumult over die affaire in de zomer van 2001 schreef Kishoendajal de duidelijk mede daardoor zeer sterk geïnspireerde roman, die ook wel is aangemerkt als sleutelroman die verwijst naar die affaire, waarmee het plot frappante overeenkomsten vertoont.

## Inhoud
Het in september 2020 verschenen boek geeft een indringend beeld van een toonaangevende Surinaamse vrouw die van haar voetstuk valt. Schrijfster en journaliste Kishoendajal brengt bij haar beschrijving van de context tevens hulde aan de Hindoestaanse vrouwen in Nederland van het eerste uur, in de jaren 70 en daarna, en tracht hun positie als immigranten in Nederland met hun achterliggend leed en hun zorgen te beschrijven. De roman bevat meerdere verweven en met wisselend perspectief beziene verhalen, namelijk een over de museumconservator "Sitara Sharma" en tegelijkertijd een over het wel en wee van haar 64-jarige schoonmaakster en huishoudster Emma en haar zoon Shankar. Daardoor wordt de roman tevens een soort sociale reportage, evenals haar eerdere roman Dame Blanche geschilderd met veel couleur locale van de Nederlandse Hindo(e)staanse gemeenschap. Tevens gaat het over de eveneens Hindoestaanse journaliste en schrijfster Vijaya Ramdayal en de reis die zij zelf naar India maakte.
Het boek is doorspekt met verwijzingen naar de Hindoestaanse en Indiase cultuur, waaronder de Bollywood-films, maar ook elementen uit de sprituele en religieuze achtergrond van de Hindoestanen, zoals het pantheon en de mythologie van het Hindoeïsme. Zo zijn er met name herhaalde verwijzingen naar de godin Durga die haar pijlen op stervelingen schiet en daarmee hun lot bepaalt.
Hoofdpersoon lijkt 'de spraakmakende goedbetaalde kunstconservator "Sitara Sharma", die dankzij haar functie een luxe leventje leidt en figuurlijk wordt beschouwd als boegbeeld van een grote groep migranten in Nederland. De roman gaat echter tevens over meerdere personen om haar heen en de context van het schandaal dat zich rond de conservator ontwikkelt. Als werkelijke figuurlijke boegbeelden, in de zin van de vrouwenfiguur op de voorplecht van een schip die de woelige baren van de zee doorklieft, lijken echter te kunnen worden opgevat de schoonmaakster en huishoudster Emma, wier zorgelijk bestaan als Hindoestaanse immigrante ook een verhaallijn vormt, en de moedige journaliste Vijaya Ramayal, die haar baan riskeert door als klokkenluider te fungeren over de conservator met haar luxe leventje en haar verhalen die niet blijken te kloppen en haar beloften die ze niet waarmaakt.

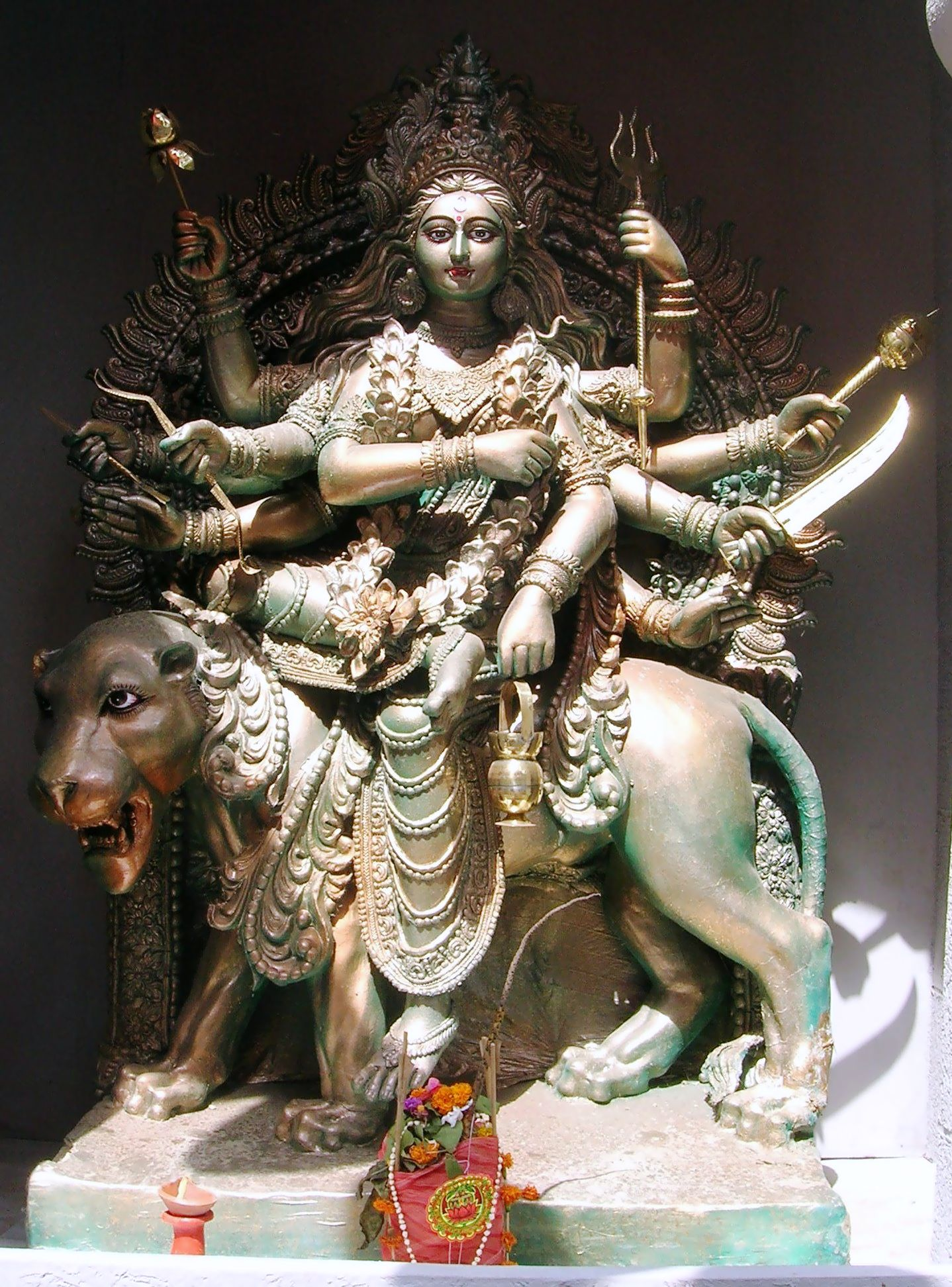
De veelarmige Hindoe-godin Durga die pijlen op stervelingen afschiet en daarmee hun lot bepaalt

De in opspraak rakende museumconservator "Sitara Sharma" en de "stropdasloze Armani-pakken dragende" hoofdconservator "Saul Mulder" die iets te gretig zijn handen in onschuld lijkt te willen wassen om een (groter) schandaal rond de conservator en het museum Groene Onyx te voorkomen, vertonen frappante gelijkenis met respectievelijk de politici Singh Varma en GroenLinks-voorman Paul Rosenmöller. De journaliste Vijaya Ramdayal voelt zoch in dit verhaal een "vleugellamme klokkenluider, wanneer zij de door haar ontdekte misleiding aan de kaak wil stellen en daarbij wordt onthaald op een veto door haar werkgever. Ze gaat niet op een aanbod ontslag te nemen met een half jaar salaris als afscheidspremie en vervolgens wordt haar contract niet verlengd, waarbij een verband met de affaire ontkend wordt. In een ontboezeming van haar personage Vijaya Ramayal heet het dat het beter was aan de affaire een roman over te houden dan een trauma.

### Personages (o.a.)
- Emma, schoonmaakster en huishoudster
- Shankar, zoon van Emma
- Sitara Sharma, museumconservator bij de Groene Onyx
- Saul Mulder, hoofdconservator van de Groene Onyx
- Vijaya Ramdayal, journaliste en schrijfster

## Achtergrond
Kishoendajal was in 2001 betrokken bij het onderzoek van collega-journalisten Peter Smolders en Koen Scharrenberg -beiden redacteur bij het TROS-tv-programma Opgelicht!-naar het gerezen vermoeden dat de GroenLinks-politica Tara Singh Varma een ziekte veinsde, in een poging te ontkomen aan lichtvaardig op zich genomen financiële verplichtingen, toen zij deze niet bleek te kunnen nakomen zich in het nauw gebracht voelde. Kishoendajal zou met haar als begeleidster meegaan bij een reis naar India. Daar zou dan een groots liefdadigheidsproject worden opgestart, waarvoor de toegezegde fondsen echter geheel en al bleken te ontbreken. De toezeggingen leken vanuit een raadselachtige grootspraak te zijn gedaan. In de roman is eveneens sprake van een onthulling in een tv-programma en ook is de verjaardag van journaliste Ramdayal dezelfde datum als de verjaardag van Kishoendajal zelf. De affaire  rond het teruggetreden Kamerlid bleef in het nieuws in de periode mei - september 2001.
Het boek werd reeds in augustus 2002 voor het verschijnen door de uitgever nadrukkelijk aangekondigd als een sleutelroman. Volgens uitgever Frank Knipscheer betreft het een vertelling vanuit het perspectief van de fictieve schrijfster Vijaya Ramdayal, wier rol min of meer overeenkomt met die van Kishoendajal. In de pers werd meteen opgemerkt dat in de hoofdconservator van museum De Groene Onyx "Saul Mulder" Groen Links-voorman Paul Rosenmöller herkenbaar was. In het boek wordt de hoofdconservator door schrijfster Ramdayal op de hoogte gebracht van over "Sitara Sharma" gerezen bedenkingen, maar Mulder gaat er niet op in. Daarop voelt zij zich geroepen de kwestie in de publiciteit te brengen. De museumdirecteur "Saul Mulder" wordt er in het laatste hoofdstuk door de verteller van het verhaal afgeschilderd als een geraffineerde en zelfingenomen veinzer, die met "vlijmscherp gespeelde jovialiteit" de pers tegemoet treedt.

## Verantwoording
Het boek bevat voorin een verantwoording, waarin wordt meegedeeld dat de verhalen over "Sitara Sharma" en Emma en haar zoon Shankar gebaseerd zijn op feiten, doch dat de koppeling van hun levens fictief is.
De schrijfster noemt daarin Raj Mohan en zijn moeder Georgine en dankt hen voor dat verhaal over Emma en Shankar dat zij in de roman verwerkte. Voor het verhaal over "Sitara Sharma" wordt niemand bedankt.